# Tepehixpa
Tepehixpa är en ort i Mexiko.   Den ligger i kommunen Yahualica och delstaten Hidalgo, i den sydöstra delen av landet, 180 km nordost om huvudstaden Mexico City. Tepehixpa ligger 562 meter över havet och antalet invånare är 357.
Terrängen runt Tepehixpa är kuperad. Runt Tepehixpa är det ganska tätbefolkat, med 116 invånare per kvadratkilometer. Närmaste större samhälle är Xochiatipan de Castillo, 9,4 km sydost om Tepehixpa. I omgivningarna runt Tepehixpa växer huvudsakligen savannskog.